# Marne Maitland
Marne Maitland est un acteur britannique, né le 18 décembre 1914 à Calcutta (Inde — alors Inde britannique) et mort à Rome en Italie en mars 1992.

## Biographie
Né à Calcutta, il a fait ses études au Magdalene College de Cambridge. Sa carrière d'acteur a été interrompue par six années de guerre dans l'armée britannique.
Il débute au théâtre, en Angleterre, à la fin des années 1930 en rejoignant la Old Vic Company.
Au cinéma, entre 1950 et 1990, il joue majoritairement dans des films britanniques et américains, mais également dans des films italiens à partir des années 1970, et aussi dans une coproduction américano-polonaise en 1988.
Pour la télévision, il participe à de nombreuses séries, surtout britanniques, ainsi qu'à des téléfilms, de 1954 à 1991,.
Il est surtout connu du public français pour son rôle de l'armurier Lazar dans L'Homme au pistolet d'or, et du gourou dans l'épisode du Le Saint : Portrait de Brenda. Deux rôles où il donnait la réplique à Roger Moore qu'il a croisé à quatre reprises dans la série Le Saint.
En dehors de ces deux rôles, il a fait une carrière cinématographique digne d'intérêt qui va de Lord Jim, Karthoum, Shaft et les trafiquants d'armes, Ashanti et La Putain du roi. Ses films explorent des univers aussi différents que Federico Fellini et la saga James Bond.
Durant sa carrière, il s'est souvent spécialisé dans des rôles de personnages inquiétants, dus à son physique. Il a travaillé deux fois pour la Hammer en 1959 dans Les Étrangleurs de Bombay, en 1966 dans La Femme reptile.
Il a terminé sa carrière en Italie où il réside à partir de 1970. Il est mort en mars 1992.
Il a dû renoncer à deux films en cours en raison de sa maladie à la fin de sa vie.

## Vie privée
Marié à l'actrice Bettine Milne (? - Mars 1992)

## Filmographie

### Cinéma
- 1948 : Un autre rivage (Another Shore) de Charles Crichton
- 1950 : La Route du Caire (Cairo road) de David MacDonald
- 1951 : Le Banni des îles (Outcast of the Islands) de Carol Reed
- 1953 : Au sud d'Alger (South of Algiers) de Jack Lee
- 1953 : Deadly Nightshade de John Gilling
- 1953 : Saadia d'Albert Lewin
- 1954 : Flame and the Flesh de Richard Brooks
- 1954 : Détective du bon Dieu (Father Brown) de Robert Hamer
- 1954 : Passeport diplomatique agent K8 (Diplomatic Passport) de Gene Martel
- 1954 : Svengali de Noel Langley
- 1955 : Rapt à Hambourg ( Break in the Circle) de Val Guest
- 1955 : L'Armure noire (The Dark Avenger) d'Henry Levin
- 1956 : Ramsbottom Rides Again de John Baxter
- 1956 : La Croisée des destins (Bhowani Junction) de George Cukor
- 1957 : Police internationale (Interpol) de John Gilling
- 1957 : Hour of Decision de C. M. Pennington-Richards
- 1957 : Les Sept Tonnerres (Seven Thunders) de John Gilling
- 1957 : Alerte en Extrême-Orient (Windom's Ways) de Ronald Neame
- 1957 : La marque du faucon (The Mark of the Hawk) de Michael Audley
- 1958 : L'Île du camp sans retour (The Camp on Blood Island) de Val Guest
- 1958 : Le vent ne sait pas lire (The Wind Cannot Read) de Ralph Thomas
- 1958 : L'Homme au fusil (Man with a Gun) de Montgomery Tully
- 1958 : Contre-espionnage à Gibraltar (I Was Monty's Double) de John Guillermin
- 1958 : I Only Arsked! de Montgomery Tully
- 1959 : Sois toujours diplomate (Carlton-Browne of the F.O.) de Roy Boulting et Jeffrey Dell
- 1959 : Les Yeux du témoin (Tiger Bay) de J. Lee Thompson
- 1959 : Après moi le déluge (I'm all right Jack) de John Boulting
- 1959 : Carlton-Browne of the F.O. de Roy Boulting et Jeffrey Dell
- 1959 : Les Étrangleurs de Bombay (The Stranglers of Bombay) de Terence Fisher
- 1960 : Cone of Silence de Charles Frend
- 1960 : Sands of the Desert de John Paddy Carstairs
- 1960 : Visa pour Canton (Passport to China) de Michael Carreras
- 1961 : L'empreinte du Dragon Rouge (The Terror of the Tongs) de Anthony Bushell
- 1961 : Three on a Spree de Sidney J. Furie
- 1961 : The Middle Course de Montgomery Tully
- 1962 : Le Fantôme de l'Opéra (The Phantom of the Opera) de Terence Fisher
- 1963 : À neuf heures de Rama (Nine Hours to Rama) de Mark Robson
- 1963 : L'Odyssée du petit Sammy (Sammy Going South) d'Alexander Mackendrick
- 1963 : Cléopâtre (Cleopatra) de Joseph L. Mankiewicz
- 1963 : Master Spy de Montgomery Tully
- 1963 : Panic de John Gilling
- 1964 : Les Premiers Hommes dans la Lune (First Men in the Moon) de Nathan Juran
- 1965 : Lord Jim de Richard Brooks
- 1965 : The Return of Mr. Moto d'Ernest Morris
- 1966 : La Femme reptile (The Reptile) de John Gilling
- 1966 : Khartoum de Basil Dearden
- 1967 : Le Bobo (The Bobo) de Robert Parrish
- 1968 : Duffy, le renard de Tanger (Duffy) de Robert Parrish
- 1968 : Decline and Fall... of a Birdwatcher de John Krish
- 1968 : Les Souliers de saint Pierre (The Shoes of the Fisherman) de Michael Anderson
- 1969 : All at Sea de Ken Fairbairn
- 1969 : The Bushbaby de John Trent (en)
- 1969 : Anne des mille jours (Anne of the Thousand Days) de Charles Jarrott
- 1971 : Le Plaisir des dames (The Statue) de Rod Amateau
- 1972 : François et le chemin du soleil (Fratello sole, sorella luna) de Franco Zeffirelli
- 1972 : Fellini Roma (Roma) de Federico Fellini
- 1972 : L'Homme de la Manche (Man of the Mancha) d'Arthur Hiller
- 1973 : Représailles (Rappresaglia) de George Pan Cosmatos
- 1973 : Shaft contre les trafiquants d'hommes (Shaft in Africa) de John Guillermin
- 1974 : Il racconto della giungla (dessin animé, voix dans la version anglaise) de Francesco Maurizio Guido
- 1974 : Un citoyen se rebelle (Il cittadino si ribella) d'Enzo G. Castellari
- 1974 : L'Homme au pistolet d'or (The Man with the Golden Gun) de Guy Hamilton
- 1975 : Vertiges (Per le antiche scale) de Mauro Bolognini
- 1977 : Il était une fois... la légion ( March or Die) de Dick Richards
- 1979 : L'Étalon noir (The Black Stallion) de Carroll Ballard
- 1979 : Ashanti de Richard Fleischer
- 1979 : Voyage avec Anita (Viaggio con Anita) de Mario Monicelli
- 1982 : Grog de Francesco Laudadio
- 1982 : À la recherche de la panthère rose (Trail of the Pink Panther) de Blake Edwards
- 1982 : Memed My Hawk de Peter Ustinov
- 1985 : The Assisi Underground d'Alexander Ramati
- 1985 : Sono un fenomeno paranormale de Sergio Corbucci
- 1987 : Le Ventre de l'architecte (The Belly of the Architect) de Peter Greenaway
- 1988 : Appuntamento a Liverpool de Marco Tullio Giordana
- 1988 : Stradivari de Giacomo Battiato
- 1988 : And the Violins Stopped Playing d'Alexander Ramati
- 1990 : Cellini, l'or et le sang (Una vita scellerata) de Giacomo Battiato
- 1990 : La Putain du roi (The King's Whore) d'Axel Corti

### Télévision

#### Séries télévisées
- 1950 : For the children (épisode : Toad of Toad Hall) réalisateur non crédité
- 1953-1959 : BBC Sunday-Night Theatre (série télévisée) (épisode The Passionate Pilgrim, 1953) saison 4 épisode 22 réalisateur non crédité, (épisode The Fortrose Incident, 1959) saison 10 épisode 19 réalisateur non crédité
- 1954 : Gravelhanger (série télévisée) (épisode The Secret of Rudiger Maltzan) de Val Gielgud
- 1954-1955 : Douglas Fairbanks, Jr., Presents (série télévisée) (épisode The Silent Man, 1954) de Terence Fisher et Charles Frank, (épisode Flight One-Zero-One, 1955) de Derek N. Twist
- 1955 : The Gordon Honour (série télévisée) (épisode The Crusader's Candlestick) de Shaun Sutton
- 1955 : As I Was Saying (série télévisée) (épisode The Nayalpore Emeralds) de Berkely Mather
- 1955-1956 : Les Aventures du colonel March (Colonel March of Scotland Yard), Saison 1, épisode 8 Le Mystérieux Monsieur Z, 1955 (The Headless Hat) d'Arthur Crabtree, Saison 1, épisode 14 Le vœu de silence, 1956 (The Silent Vow) de Bernard Knowles
- 1956 : Lilli Palmer Theatre (série télévisée) (épisode The Stolen Pearl) de Dennis Vance
- 1956 : The Adventures of Aggie (série télévisée) (épisode Top Secret, 1956) saison 1 épisode 1 de John Gilling, (épisode Peace and Quiet, 1956) de John Gilling, 1956) saison 1 épisode 7 de John Gilling
- 1956-1961 : ITV Television Playhouse (épisode : Skipper Next to God, 1956) de Stuart Latham, (épisode : The Blood is Strong, 1956) de Joan Kemp-Welch, (épisode : Flight 447 Delayed, 1961 de Michael Westmore (en)
- 1957 : The Jack Benny Program (série télévisée) (épisode Jack Hires Opera Singer in Rome) de Ralph Levy
- 1957 : The Buccaneers (en) (série télévisée) (épisode The Decoy) de C. M. Pennington-Richards
- 1957 : Sailor of Fortune (série télévisée) (épisode The Golden Head) de John Guillermin
- 1957 : Dick and the Duchess (série télévisée) (épisode The Dress) réalisateur non crédité
- 1957-1958 : The New Adventures of Charlie Chan (série télévisée) (épisode : The Counterfeiters, 1957) saison 1 épisode 6 de Leslie Arliss, (Kidnap, 1958) saison 1 épisode 37 de Leslie Arliss
- 1957-1959 : The Vise (série télévisée) (épisode Murder by Design, 1959) saison 3 épisode 18 d'Ernest Morris, (épisode The Sally Ankers Story, 1959) saison 3 épisode 22, réalisateur non crédité, (épisode The Very Last Witness, 1957) saison 4 épisode 17 d'Ernest Morris, (épisode The Sucker Game, 1958) saison 4 épisode 2, réalisateur non crédité
- 1958 : Television Playwright (série télévisée) (épisode A Bouquet for the President) réalisateur non crédité
- 1958 : Solo for Canary (série télévisée) de George R. Foa saison 1 épisode 5
- 1959 : The Moonstone (en) (série télévisée), 3 épisodes
- 1959 : The Third Man (en) (série télévisée) (épisode Toys of the Dead) épisode d'Anthony Bushell
- 1959 : Dial 999 (série télévisée) (épisode An Inside Job) épisode de Bernard Knowles
- 1960-1965 : ITV Play of the week (épisode : Old Man in a Hurry, 1960) de Ronald Marriott, (épisode Danger Zone, 1963) de George More O'Ferrall, (épisode : The Successor, 1965) de John Jacobs
- 1960 : Knight Errant Limited (série télévisée) (épisode A Tormented Mind) de James Ormerod
- 1960 : Ici Interpol (Interpol calling), Saison 1, épisode 26 Cargo of Death de C. M. Pennington-Richards
- 1960-1964 : Destination Danger (Danger Man), Saison 1, épisode 31 Une fuite, 1960 (The Leak) d'Anthony Bushell, Saison 2, (épisode 12 Rendez-vous avec Doris, 1964) (A date with Doris) de Quentin Lawrence
- 1960 : International Detective (série télévisée) (épisode The Medina Case) épisode de Jeremy Summers
- 1961-1967 : No Hiding Place (épisode : The Slippery Deck, 1961) de Jonathan Alwyn, (épisode Corpse for the Cup, 1962) de Richard Doubleday, (épisode : The Game, 1967) de David Boisseau
- 1961 : Armchair Theatre (série télévisée) (épisode The Man Out There) de Charles Jarrott
- 1962 : The Pursuers (série télévisée) (épisode : The Convention) de Robert Lynn
- 1962 : Sir Francis Drake, le corsaire de la reine (Sir Francis Drake), épisode 24 L'Espagnol (Gentleman of Spain) de John Lemont (en)
- 1962 : Ghost Squad (en) (série télévisée) (épisode : Princess) d'Antony Kearey et Robert Lynn
- 1962 : Richard Cœur de Lion (en) (série télévisée) d'Ernest Morris 4 épisodes
- 1963 : Zéro Un Londres ( Zero One) (épisode : Triple Cross) de C. M. Pennington-Richards
- 1963 : Maigret (épisode : The Lost Life) de Gilchrist Calder
- 1963 : Ce sentimental M. Varela (The Sentimental Agent) (épisode : The Height of Fashion) de Charles Frend
- 1963 : Espionage (épisode : A Camel to Ride) de Fielder Cook
- 1963-1969 : Le Saint (The Saint), saison 2 épisode 4, Thérésa (Teresa, 1963) de Roy Ward Baker ; saison 3 épisode 2, Lida (1964) de Leslie Norman ; saison 5 épisode 13, Plan de vol (Flight Plan, 1966) de Roy Ward Baker ; saison 6 épisode 20, Portrait de Brenda (Portrait of Brenda, 1969) de John Gilling
- 1964 : It's Dark Outside (épisode You Play the Red and the Black Comes Up) de Derek Bennett
- 1964 : Festival (épisode : The Master of Santiago) de Christopher Morahan, (épisode The Life of Galileo) de Charles Jarrott
- 1964 : Swizzlewick (épisode In for a Penny) de Richmond Harding
- 1965 : Pour qui sonne le glas (en) (épisode Verdict on Pablo) de Rex Tucker (en)
- 1965 : Out of the Unknow (épisode The Fox and the Forest) de Robin Midgley
- 1966 : Sergeant Cork (épisode The Case of the Threatened Rajah) de Ted Willis
- 1967 : Première série Chapeau melon et bottes de cuir (The Avengers), Saison 5, épisode 18 La Porte de la mort (Death's Door) de Sidney Hayers
- 1967 :Les Espions (I Spy) (épisode Oedipus at Colonus) de Christian Nyby
- 1968 : The Revenue Men (épisode : Funny Sort of Criminal) de Terence Williams
- 1968 : Les Champions (The Champions), épisode 20 L'Ennemi silencieux (The Silent Enemy) de Robert Asher
- 1968 : Journey to the Unknow (épisode : The Indian Spirit Guide) de Roy Ward Baker
- 1968 : ITV Playhouse (épisode : If Only the Trains Come) de Barry Davis
- 1968-1969 : The Troubleshooters (épisode : Never the Twain, 1968) de Raymond Menmuir, (épisode : It's a Very Bad Day for Travelling, 1969) de Frank Cox
- 1969 : Boy Meets Girl (épisode : Across the Frontier) de Michael Hart
- 1969 : Détective (en) (épisode : Hunt the Peacock) de Ben Rea
- 1969 : Département S (Department S), épisode 17 Autrefois à Istanbul (The Perfect Operation) de Cyril Frankel
- 1970 : Mon ami le fantôme (Randall and Hopkirk (Deceased)S), (épisode The Ghost Talks) de Cyril Frankel
- 1970 : Callan (épisode : A Village Called 'G'), de Mike Vard
- 1970 : Softly Softly : Task Force (épisode : Safe in the Streets?), de Paul Ciappessoni
- 1972 : Doctor in charge (épisode : The Black and White Medical Show) réalisateur non crédité
- 1973 : The Gordon Peters Show (épisode : The Redundant) de Brian Jones
- 1974 : Moïse (Moses the Lawgiver) (mini-série) de Gianfranco De Bosio
- 1978 : Il furto della Gioconda (mini-série) de Renato Castellani
- 1979 : Le Retour du Saint (Return of the Saint), épisode 19 Le Syndicat du meurtre (The Murder Cartel) de Tom Clegg
- 1979 : La promessa (mini-série) d'Alberto Negrin
- 1981 : The Borgias (mini-série) de Brian Farnham
- 1982 : La Chartreuse de Parme (La certosa di Parma) (mini-série) de Mauro Bolognini
- 1982 : Verdi (it) (mini-série) de Renato Castellani
- 1984 : Le Joyau de la couronne (The Jewel in the Crown), télésuite de Jim O'Brien (en) et Christopher Morahan, 4 épisodes
- 1984 : La neve nel bicchiere (mini-série) de Florestano Vancini
- 1985 : Mussolini and I (mini-série) d'Alberto Negrin
- 1986 : Mino (minisérie) de Gianfranco Albano
- 1990 : Michel-Ange (A Season of Giants), télésuite de Jerry London, 3 épisodes

#### Téléfilms
- 1947 : Toad of Toad Hall de Michael Barry
- 1947 : The Tragedy of Romeo and Juliet de Michael Barry
- 1949 : The Passionate Pilgrim réalisateur non crédité
- 1952 : The Dybbuk de Rudolph Cartier
- 1952 : The Three Princes de Shaun Sutton
- 1956 : The Alien Sky de John Jacobs
- 1956 : A Flea Off Pepe d'Anthony Steven
- 1957 : The Widows of Jaffa d'Evan Jones
- 1959 : People of the Night réalisateur non crédité
- 1980 : The Day Christ Died de James Cellan Jones
- 1983 : La Pourpre et le Noir (The Scarlet and the Black), téléfilm de Jerry London
- 1984 : Pope John Paul II d'Herbert Wise
- 1985 : Le Code Rebecca ( The Key to Rebecca) de David Hemmings
- 1985 : A viso coperto de Gianfranco Albano
- 1986 : Domani de Marcello Fondato

## Théâtre (sélection)
Pièces jouées en Angleterre
- 1939 : La Tempête (The Tempest) de William Shakespeare, avec John Gielgud, Alec Guinness, Jack Hawkins, Jessica Tandy (à Londres)
- 1946-1947 : Throng O'Scarlet de Vivian Connell et Beaucoup de bruit pour rien (Much ado about nothing) de William Shakespeare (à Bristol)

## Note
1. ↑  Concernant l'état-civil de Marne Maitland, les sources sont imprécises et divergentes : certaines donnent 1920 comme année de naissance ou 1997 comme année de décès, mais toujours sans indications précises de dates, ni lieu de décès.
2. 1 2 3 4  « Marne Maitland », sur IMDb (consulté le 9 décembre 2022)
3. ↑  AlloCine, « Filmographie Marne Maitland », sur AlloCiné (consulté le 9 décembre 2022)
4. ↑  AlloCine, « Marne Maitland », sur AlloCiné (consulté le 9 décembre 2022)
5. ↑  « Marne MAITLAND », sur notreCinema.com (consulté le 9 décembre 2022)
6. ↑  via, « Le Saint - Saison 6 », sur Le Monde des Avengers (consulté le 9 décembre 2022)
7. ↑  Jean-François Rivière, Le Saint, itinéraire d'un anti-héros, Paris, Yris, 2012, 256 p. (ISBN 978-2-912215-31-4), p. 83
8. ↑  SensCritique, « Marne Maitland », sur SensCritique (consulté le 9 décembre 2022)
9. ↑  (en) « Marne Maitland », Military Wiki (consulté le 9 décembre 2022)
10. ↑  « Bettine Milne », sur IMDb (consulté le 9 décembre 2022)